# 도쿄 돔 시티

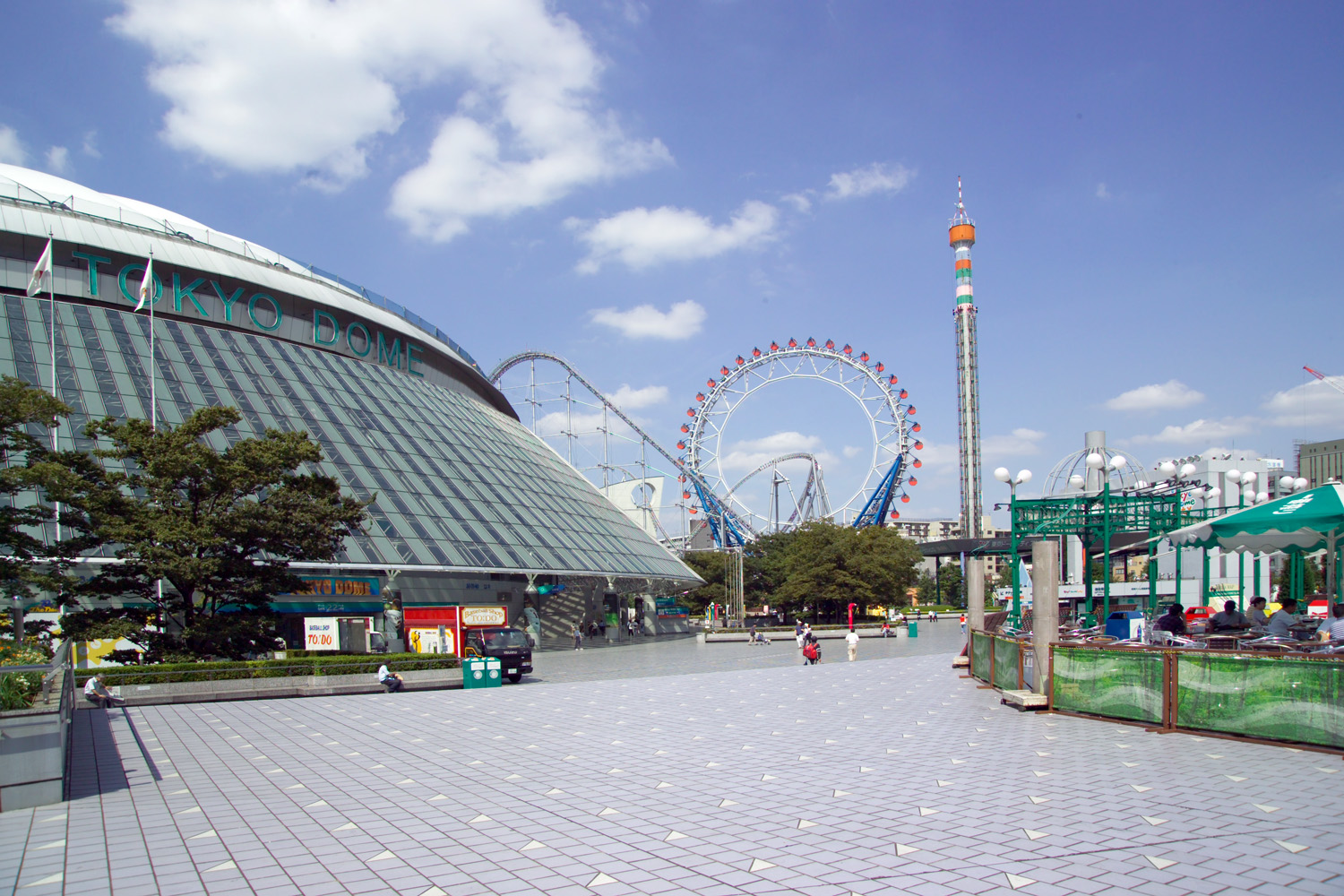
도쿄 돔 시티 내 풍경

도쿄 돔 시티(Tokyo Dome City)는 도쿄 돔, 도쿄 돔 시티 어트랙션스(구 고라쿠 유원지), 고라쿠엔 홀, 라쿠아, 도쿄 돔 호텔 등의 시설들로 구성되어있는 도시형 종합 엔터테인먼트 지구의 명칭으로, 주식회사 도쿄 돔이 운영하고 있다. 소재지는 도쿄도 분쿄구 고라쿠이다.
과거에는 도쿄 돔의 애칭「빅 에그」와 연관되어 빅 에그 시티(BIG EGG CITY)라고 불리었으나, 2000년 1월 1일에 현재의 명칭으로 변경되었다.
2003년에 입욕 설비를 중심으로 한 산업 시설 라쿠아가 오픈하여, 그 이후에는「보다」「놀다」「휴식하다」가 합쳐진 어번 리조트 시티로 지칭되고 있다. 연간 약3500만 명이 방문하고 있는 인기 지역이다.

## 시설의 변천

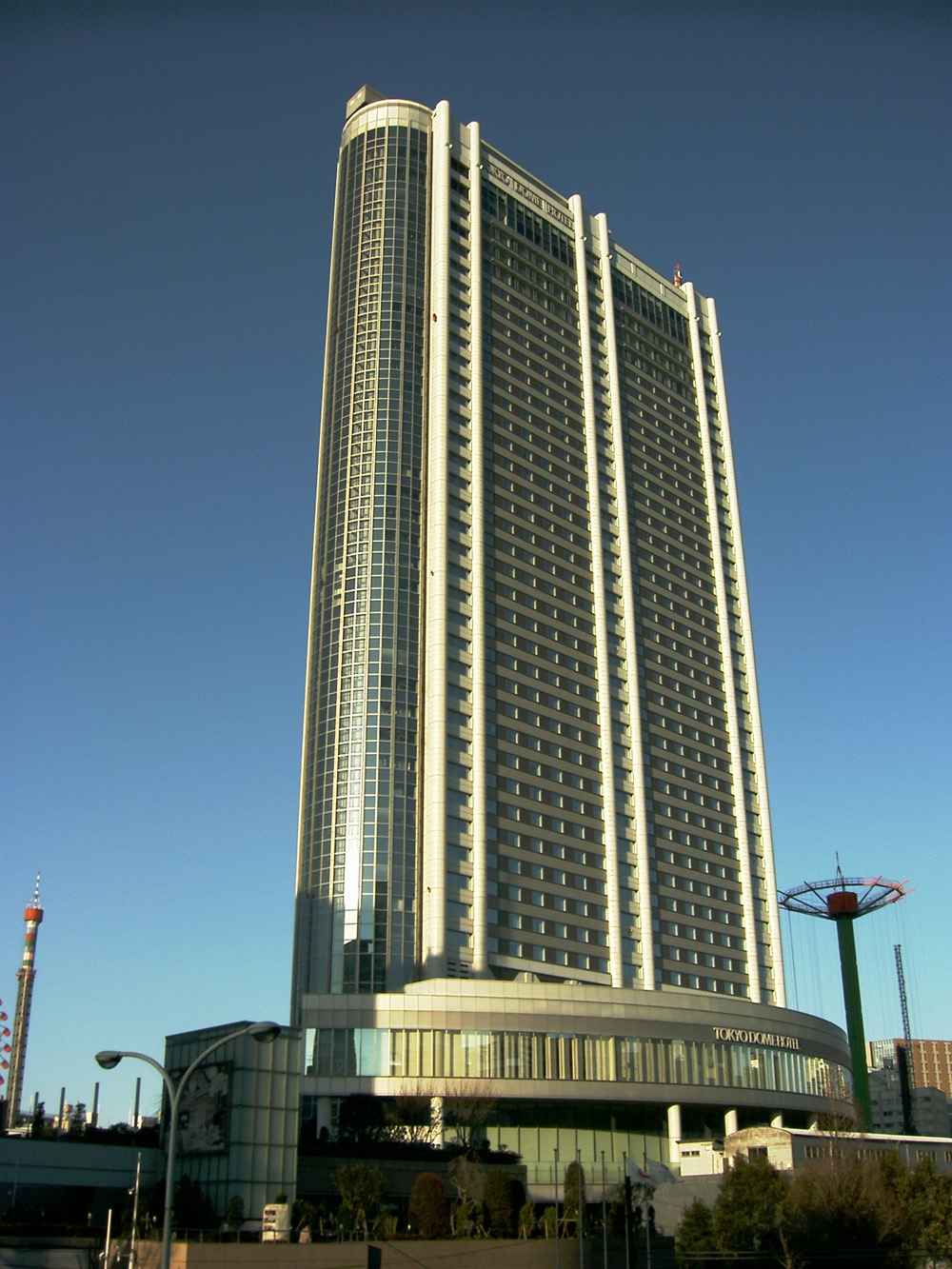
도쿄 돔 호텔 반카켄산 건설 (수도 옆측에서 촬영)

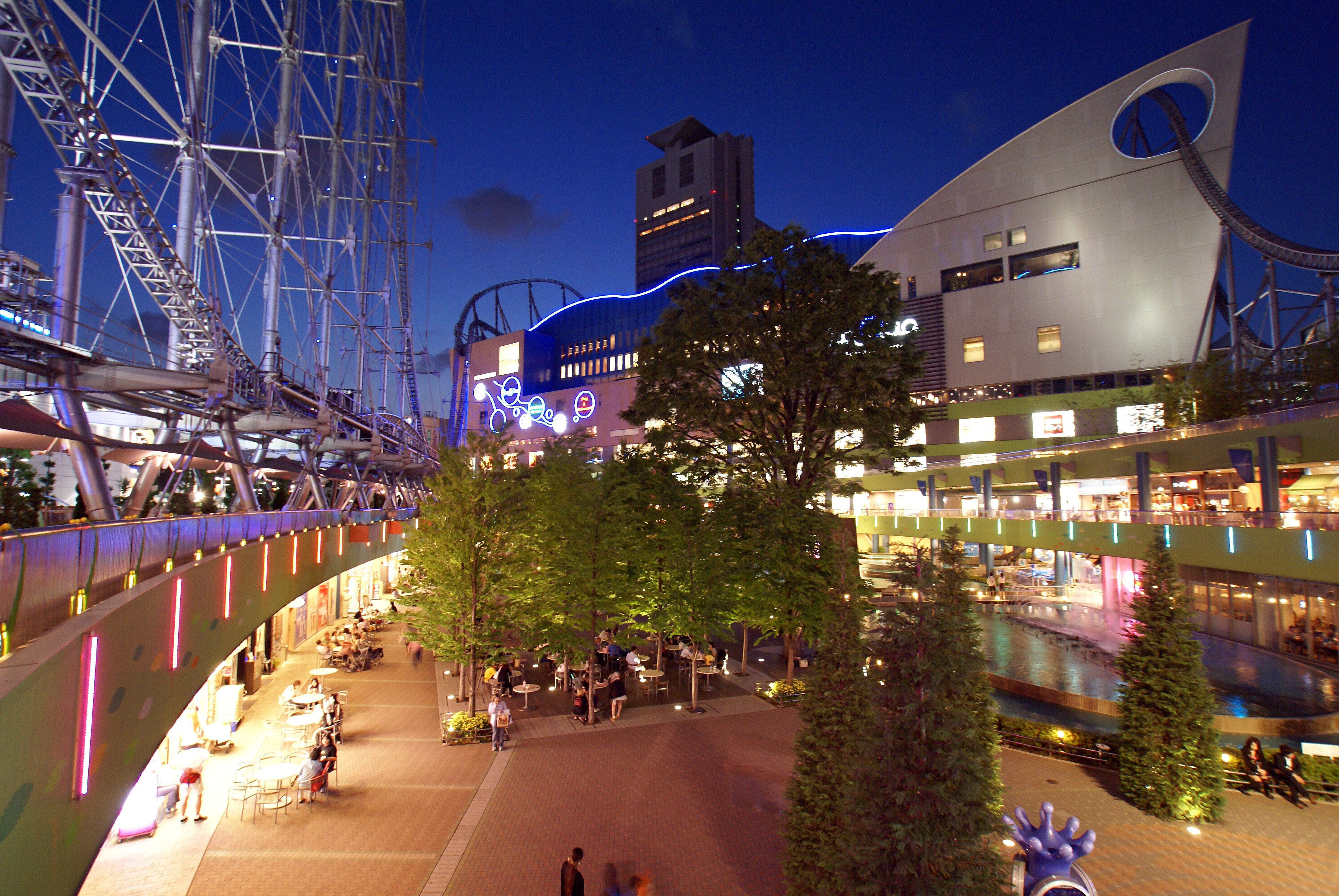
라쿠아

- 1937년 9월 11일 : 고라쿠엔 구장 개장.
- 1949년 10월 31일 : 고라쿠엔 경륜장 개설.
- 1951년 10월 1일 : 고라쿠엔 아이스 파레스 개설.
- 1954년 12월 24일 : 롤러스케이트장 개설.
- 1955년 7월 9일 : 고라쿠엔 유원지 개원.
- 1958년 1월 8일 : 고라쿠엔 홀의 전신, 고라쿠엔 짐나지엄 개장.
- 1962년 1월 15일 : 아오이빌딩 개장. 고라쿠엔 홀, 고라쿠엔 볼링센터 개장.
- 1970년 4월 1일 : 고라쿠엔 구장에 전광식 스코어보드(일본 최초), 점보 스텐드 완성.
- 1971년 : 히어로쇼 개시. 당초에는 가면라이더쇼가 시행.
- 1972년 : 고라쿠엔 경륜장 폐쇄.
- 1973년 4월 20일 : 키이로이 빌딩 개장. 고라쿠엔 장외 마권장 개설.
- 1976년 3월 1일 : 고라쿠엔 구장에 인조 잔디 설치(일본 최초).
- 1985년 5월 16일 : 고라쿠엔 경륜장 부지에 도쿄 돔 기공.
- 1987년 11월 : 고라쿠엔 구장 폐쇄, 해체.
- 1988년 3월 17일 : 도쿄 돔 개장.
- 1990년 12월 : (구)고라쿠엔 구장 부지에 프리즘 홀 개장.
- 1992년 5월 1일 : 고라쿠엔 유원지 지하에 실내 유원지 지오폴리스 개장.
- 1994년 : 고라쿠엔 아이스 파레스 폐쇄.
- 2000년 6월 1일 : (구)고라쿠엔 구장 부지에 도쿄 돔 호텔 개장.
- 2003년 4월 17일 : 고라쿠엔 유원지를 무료 개방 (입장 무료)화 하여, 도쿄 돔 시티 어트랙션스로 명칭 변경.
- 2003년 5월 1일 : 시티 북측에 상업 시설 라쿠아 (LaQua) 오픈.
- 2005년 11월 1일 : 주말과 성수기에 편도로 교토역부터 야간운행 고속버스 「뉴드림 교토호」시설 내까지 운행.
- 2006년 5월 31일 : 교토역부터 시작되는 야간운행 고속버스「뉴드림 교토호」의 시설 내 탑승 입장이 금지.
- 2008년 3월 19일 : 콘서트 등의 다용도홀 「도쿄 돔 시티홀」을 내포한 복합 시설 「미트 포트 (MEETS PORT)」오픈. 홀의 명명권을 JCB가 획득하여 2011년 3월 31일까지 「JCB홀」로 명명.
- 2009년 4월 25일 : 지오폴리스 리뉴얼 오픈. 3개의 새 어트랙션과 실내 시어터「시어터G 롯소」가 등장. 자유이용 티켓「라이드 프리(Ride Free)」를 「운티 패스포트」로 명칭 변경. 도쿄 돔 시티 시장 이미지 캐릭터에 배우인 츠루노 쯔요시를 기용.
- 2010년 3월 20일 : 스카이 시어터 부지에 가족을 대상으로 한 어트랙션 지역「스프랏슈 가든」개업.
- 2011년 1월 31일 : 「스피닝 코스터 무희」에서의 사망 사고로 인해 도쿄 돔 시티 어트랙션스 전면 폐쇄.
- 2011년 6월 1일 : 도쿄 돔 시티 어트랙션스 영업 재개(일부 어트랙션은 장기 운영 휴식 지속).
- 2011년 8월 19일 : 파라슈트 랜드 전면 리뉴얼 오픈. 장난감 왕국 부지에 어린이를 대상으로 한 실내 시설 '아소보노'(ASOBono!) 개업. 푸드코트 '고 펀'(GO-FUN) 개업.
- 2011년 10월 14일 : 타운랜드 일부 영업 재개.
- 2011년 11월 15일 : SEGA 도쿄 돔 시티 개설.
- 2012년 3월 16일 : 타운랜드 부지에 신 지역「바이킹 존」개업.

## 주요 시설들
- 도쿄 돔
  - 야구 체육 박물관
- 도쿄 돔 시티 어트랙션스 (구 명칭: 고라쿠엔 유원지)
  - 시어터G 롯소
- 라쿠아 (쇼핑몰, 입욕 시설「스파・라쿠아」, 도쿄 돔 시티 어트랙션스의 일부 구성)
- 아소보노 (ASOBono!)
- 고 펀 (GO-FUN)
- 미트 포트
  - 도쿄 돔 시티 홀 (구 명칭: JCB홀)
- 프리즘 홀
- 도쿄 돔 호텔
- 아오이 빌딩
  - 고라쿠엔 홀
  - 사우나 도쿄 돔
- 키이로이 빌딩
  - WINS 고라쿠엔 (중앙경마의 장회 마권 발매소)
  - offt 고라쿠엔 (대영경마의 장외 마권 발매소)
  - 도쿄 돔 볼링 센터
  - 도쿄 돔 롤러스케이트 아레나 - 2011년 12월 22일 개업
- 점프 샵
- 후쿠로구쥬/코이시카와시치후쿠 신사

## 과거에 존재했던 주요 시설
- 고라쿠엔 아이스 파레스 (키이로이 빌딩 내, 1994년 폐쇄)
- 도쿄 돔 시티 장난감 왕국 (2011년 1월 폐원)
- 바챨 스포츠 프라자 타격왕 (기이로이 빌딩 내, 2011년 11월 폐쇄)

## 갤러리

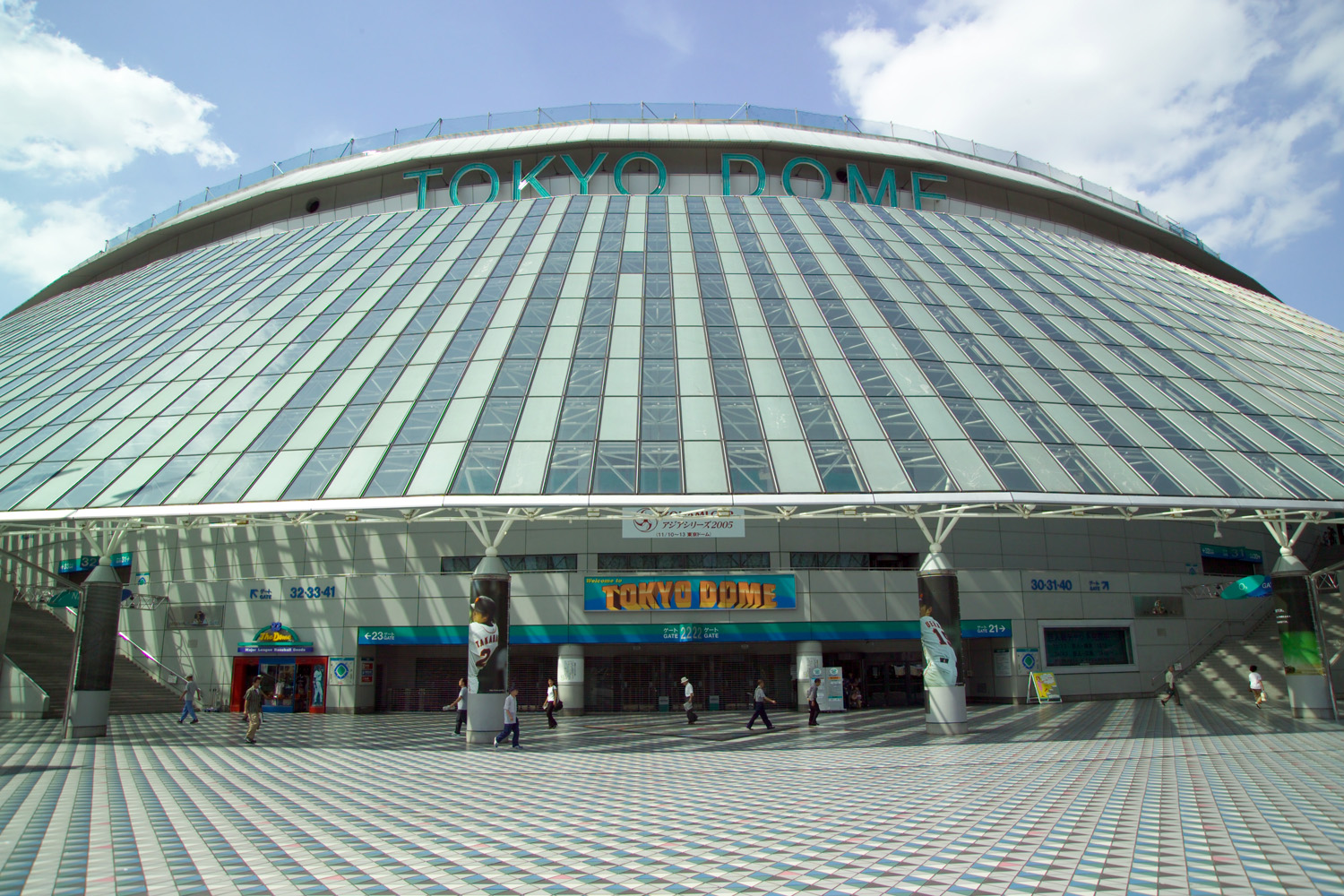
도쿄 돔
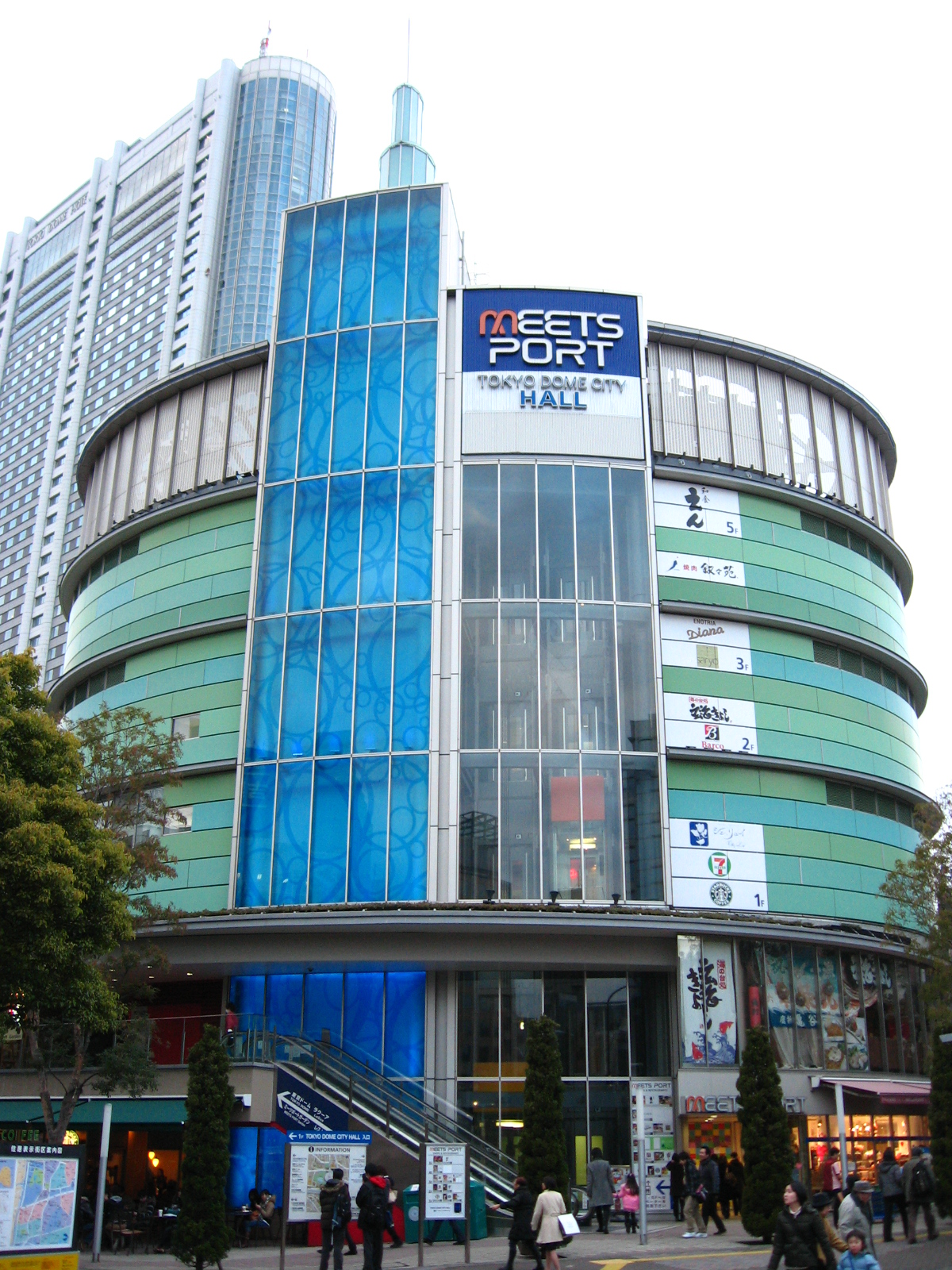
미츠 포트
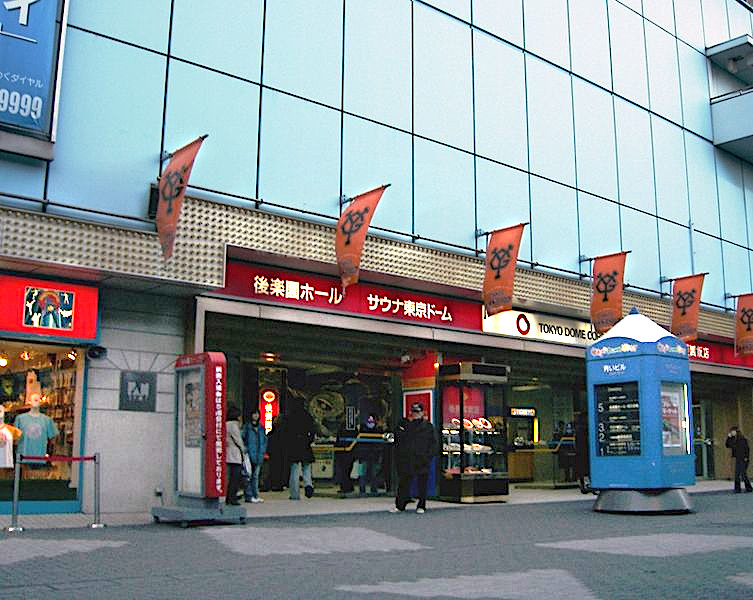
고라쿠엔 홀

## 가까운 역
- 스이도바시역 - 동일본 여객철도 (JR동일본) 주오·소부 완행선・미타 선
- 가스가 역 - 오에도 선
- 고라쿠엔 역 - 마루노우치 선・난보쿠 선